# Dragonder-Oost
Dragonder-Oost is een kleine buurt ten oosten van de buurt Dragonder-Zuid in Veenendaal, in de provincie Utrecht. Toen deze buurt nog op de tekentafel lag heette het plangebied Polderweg-Oost. In de buurt zijn circa 800 woningen gebouwd in twee fasen in de periode van 2004 tot 2009. De straatnamen in het noordelijk deel hebben als thema militaire eenheden die strijd leverden met behulp van paarden, zoals Huzarenpad en Cavalerieweg. Het zuidelijke deel heeft juist straatnamen die verwijzen naar belangrijke vredelievende personen in de wereldgeschiedenis zoals Gandhi en Moeder Teresa. De twee delen worden gescheiden door een klein park waar ook de fietsverbinding van het centrum richting Veenendaal-Oost doorheen loopt.
Om autoverkeer te ontmoedigen en fietsgebruik te stimuleren is het niet mogelijk om met gemotoriseerd verkeer door de wijk van het noordelijk naar het zuidelijk deel te rijden. Verder is de buurt ontworpen als een verblijfsgebied en voldoet daarmee aan het principe van Duurzaam Veilig.
Wijken: Centrum · Noordoost · Zuidoost · Zuidwest · Noordwest · West

Buurten: Koopcentrum · Vijgendam en omgeving · Schrijverswijk · Beatrixstraat en omgeving · Dragonder-Noord · Dragonder-Oost · Dragonder-Zuid · Spitsbergen · Veenendaal-Oost · Engelenburg · Boslaan en omgeving · Petenbos-West · Petenbos-Oost · De Groene Velden · 't Goeie Spoor en omgeving · Franse Gat · Salamander · Molenbrug · 't Hoorntje · De Pol · De Gelderse Blom · Oudeveen en De Schans en omgeving · Componistenbuurt · Vogelbuurt · Schepenbuurt · Dichtersbuurt
Industriegebieden: Het Ambacht · Nijverkamp · De Faktorij en De Vendel · De Compagnie · De Compagnie-Oost · De Batterijen
Buitengebieden: Fort Buurtsteeg · Bezuiden de Dijkstraat · De Blauwe Hel · Bezuiden de Middelbuurtseweg
Utrecht · Plaatsen in de provincie      Nederland · Provincies · Gemeenten